# Ki lo sa?
Ki lo sa? è un film del 1986 diretto da Robert Guédiguian.